# 37e regering van Israël
De 37e regering van Israël (Hebreeuws: ממשלת ישראל השלושים ושבע — Mem'shelet Yisra'el HaShloshim VeSheva) is op 29 december 2022 aangetreden. Ze staat onder leiding van premier Benjamin Netanyahu (Likoed). Het is zijn zesde regering en wordt daarom ook het kabinet-Netanyahu VI genoemd. Deelnemende partijen - met zetels in de Knesset tussen haakjes - zijn: Likoed (32 zetels), Shas (11 zetels), Verenigd Thora-Jodendom (7 zetels), Religieus-Zionistische Partij (7 zetels), Otsma Jehudit (6 zetels) en Noam (1 zetel). De regering kan bogen op een meerderheid van 64 zetels in de 25e Knesset (geïnstalleerd op 15 november 2022).
In verband met de oorlog tussen Hamas en Israël had de Partij van Nationale Eenheid (12 zetels) zich voor de duur hiervan aan het kabinet verbonden, maar 10 juni 2024 stapten Benny Gantz en Gadi Eizenkot al uit de "noodregering", omdat premier Netanyahu niet inging op het ultimatum van Benny Gantz om een plan voor het bestuur van Gaza na de oorlog te presenteren. In maart 2024 waren Gideon Sa'ar en Yifat Shasha-Biton (factie Nieuwe Hoop in de Partij van Nationale Eenheid), al uit de coalitie gestapt, omdat Gideon Sa'ar geen lid van het oorlogskabinet werd.
29 september 2024 maakte Gideon Sa'ar bekend dat hij als minister zonder portefeuille samen met drie andere leden van de partij Nieuwe Hoop opnieuw tot het kabinet zou toetreden, wat 30 september formeel gebeurde. Hij werd ook lid van het "oorlogskabinet", zij het zonder stemrecht. De coalitie heeft door de toetreding van Nieuwe Hoop sinds 30 september 2024 68 zetels in de 120 zetels tellende Knesset. 21 januari 2025 stapte Otsma Jehudit uit de coalitie waardoor de coalitie tijdens de wapenstilstand 62 zetels in de Knesset had. Sinds het hervatten van de oorlog tegen Hamas op 18 maart 2025 neemt Otsma Jehoedit weer deel aan de coalitie, die nu weer 68 van de 120 Knesset-zetels heeft.
Maandag 14 juli 2025 kondigde de partij Verenigd Thora-Jodendom aan uit de coalitie en de 37e regering te zullen stappen. Hierdoor heeft Netanyahu's coalitie nog maar een krappe meerderheid van 61 zetels. Woensdag 16 juli 2025 besloot Shas alle ministerstaken neer te leggen, maar niet uit Netanyahu's coalitie te stappen.

## Ambtsbekleders

### Ministers
| Portfolio                                                      | Minister                                                | Partij | Partij                                   |
| -------------------------------------------------------------- | ------------------------------------------------------- | ------ | ---------------------------------------- |
| Premier                                                        | Benjamin Netanyahu                                      |        | Likoed                                   |
| Plaatsvervangend premier Minister van Justitie                 | Yariv Levin                                             |        | Likoed                                   |
| Vicepremier                                                    | Aryeh Deri (dec. 2022–jan. 2023)                        |        | Shas                                     |
| Minister van Binnenlandse Zaken                                | Aryeh Deri (dec. 2022–jan. 2023)                        |        | Shas                                     |
| Minister van Binnenlandse Zaken                                | Michael Malchieli (jan. 2023–apr. 2023)                 |        | Shas                                     |
| Minister van Binnenlandse Zaken                                | Moshe Arbel (apr. 2023–22 juli 2025)                    |        | Shas                                     |
| Minister van Volksgezondheid                                   | Aryeh Deri (dec. 2022–jan. 2023)                        |        | Shas                                     |
| Minister van Volksgezondheid                                   | Yoav Ben-Tzur (jan. 2023–apr. 2023)                     |        | Shas                                     |
| Minister van Volksgezondheid                                   | Moshe Arbel (apr. 2023–okt. 2023)                       |        | Shas                                     |
| Minister van Volksgezondheid                                   | Uriel Buso (okt. 2023–20 juli 2025)                     |        | Shas                                     |
| Minister voor Ontwikkeling van de Negev en Galilea             | Yitzhak Wasserlauf (dec. 2022–jan. 2025, mrt. 2025–)    |        | Otsma Jehudit                            |
| Minister voor Ontwikkeling van de Negev en Galilea             | Haim Katz (jan. 2025–mrt. 2025)                         |        | Likoed                                   |
| Minister van Diasporazaken                                     | Amichai Chikli                                          |        | Likoed                                   |
| Minister voor Sociale Gelijkheid                               | Amichai Chikli (dec. 2022–jan. 2024)                    |        | Likoed                                   |
| Minister voor Sociale Gelijkheid                               | May Golan (jan. 2024–)                                  |        | Likoed                                   |
| Minister voor Vrouwenemancipatie                               | May Golan (mei 2023–)                                   |        | Likoed                                   |
| Minister van Huisvesting en Constructie                        | Yitzhak Goldknopf (dec. 2022–15 jun. 2025)              |        | Verenigd Thora-Jodendom                  |
| Minister van Huisvesting en Constructie                        | Haim Katz (jun. 2025–)                                  |        | Likoed                                   |
| Minister in het Premierskantoor                                | Yitzhak Goldknopf (dec. 2022–mrt. 2025)                 |        | Verenigd Thora-Jodendom                  |
| Minister van Landbouw en Plattelandsontwikkeling               | Avi Dichter                                             |        | Likoed                                   |
| Minister van Immigratie en Alia                                | Ofir Sofer                                              |        | Religieus-Zionistische Partij            |
| Minister van Communicatie                                      | Shlomo Karhi                                            |        | Likoed                                   |
| Minister van Cultuur en Sport                                  | Miki Zohar                                              |        | Likoed                                   |
| Minister van Defensie                                          | Yoav Gallant (dec. 2022–nov. 2024)                      |        | Likoed                                   |
| Minister van Defensie                                          | Yisrael Katz (nov. 2024–)                               |        | Likoed                                   |
| Minister van Financiën Minister in het Ministerie van Defensie | Bezalel Smotrich                                        |        | Religieus-Zionistische Partij            |
| Minister van Economie en Industrie                             | Nir Barkat                                              |        | Likoed                                   |
| Minister van Onderwijs                                         | Yoav Kisch                                              |        | Likoed                                   |
| Minister voor Regionale Samenwerking                           | Yoav Kisch (dec. 2022–mrt. 2023)                        |        | Likoed                                   |
| Minister voor Regionale Samenwerking                           | Dudi Amsalem (mrt. 2023–)                               |        | Likoed                                   |
| Minister in het Ministerie van Onderwijs                       | Haim Biton (tot 17 juli 2025)                           |        | Shas                                     |
| Minister van Milieu                                            | Idit Silman                                             |        | Likoed                                   |
| Minister van Buitenlandse Zaken                                | Eli Cohen (dec. 2022–jan. 2024)                         |        | Likoed                                   |
| Minister van Buitenlandse Zaken                                | Yisrael Katz (jan. 2024–nov. 2024)                      |        | Likoed                                   |
| Minister van Buitenlandse Zaken                                | Gideon Sa'ar (nov. 2024–)                               |        | Nieuwe Hoop                              |
| Minister van Energie en Infrastructuur                         | Yisrael Katz (dec. 2022–jan. 2024)                      |        | Likoed                                   |
| Minister van Energie en Infrastructuur                         | Eli Cohen (jan. 2024–)                                  |        | Likoed                                   |
| Minister van Publieke Diplomatie                               | Galit Distel-Atbaryan (jan. 2023–okt. 2023)             |        | Likoed                                   |
| Minister van Inlichtingenzaken                                 | Yariv Levin (dec. 2022–jan. 2023)                       |        | Likoed                                   |
| Minister van Inlichtingenzaken                                 | Gila Gamliel (jan. 2023–mrt. 2024)                      |        | Likoed                                   |
| Minister voor Erfgoedzaken                                     | Amichai Eliyahu (dec. 2022–jan. 2025, mrt. 2025–)       |        | Otsma Jehudit                            |
| Minister voor Erfgoedzaken                                     | Haim Katz (jan. 2025–mrt. 2025)                         |        | Likoed                                   |
| Minister voor Jeruzalemzaken, Traditie en Meron                | Meir Porush (jan. 2023–17 juli 2025)                    |        | Verenigd Thora-Jodendom                  |
| Minister van Arbeid en Sociale Zaken                           | Ya'akov Margi (tot 20 juli 2025)                        |        | Shas                                     |
| Minister in het Ministerie van Arbeid en Sociale Zaken         | Yoav Ben-Tzur (tot 17 juli 2025)                        |        | Shas                                     |
| Minister van Nationale Missies                                 | Orit Strook                                             |        | Religieus-Zionistische Partij            |
| Minister van Openbare Veiligheid                               | Itamar Ben-Gvir (dec. 2022–jan. 2025, mrt. 2025–)       |        | Otsma Jehudit                            |
| Minister van Openbare Veiligheid                               | Haim Katz (jan. 2025–mrt. 2025)                         |        | Likoed                                   |
| Minister van Religieuze Zaken                                  | Michael Malchieli (tot 20 juli 2025)                    |        | Shas                                     |
| Minister van Wetenschap en Technologie                         | Ofir Akunis (dec. 2022–mrt. 2024)                       |        | Likoed                                   |
| Minister van Wetenschap en Technologie                         | Gila Gamliel (mrt. 2024–)                               |        | Likoed                                   |
| Minister van Strategische Zaken                                | Ron Dermer                                              |        | Likoed                                   |
| Minister van Toerisme                                          | Haim Katz                                               |        | Likoed                                   |
| Minister van Vervoer                                           | Miri Regev                                              |        | Likoed                                   |
| Minister zonder portefeuille in het Premierskantoor            | May Golan (jan. 2023–mei 2023)                          |        | Likoed                                   |
| Minister zonder portefeuille                                   | Benny Gantz (okt. 2023–jun. 2024)                       |        | Partij van Nationale Eenheid             |
| Minister zonder portefeuille                                   | Gideon Sa'ar (okt. 2023–mrt. 2024, sep. 2024–nov. 2024) |        | Partij van Nationale Eenheid Nieuwe Hoop |
| Minister zonder portefeuille                                   | Gadi Eisenkot (okt. 2023–jun. 2024)                     |        | Partij van Nationale Eenheid             |
| Minister zonder portefeuille                                   | Hili Tropper (okt. 2023–jun. 2024)                      |        | Partij van Nationale Eenheid             |
| Minister zonder portefeuille                                   | Yifat Shasha-Biton (okt. 2023–mrt. 2024)                |        | Partij van Nationale Eenheid Nieuwe Hoop |

### Onderministers
| Portfolio                                                                | Onderminister                                          | Partij | Partij                        |
| ------------------------------------------------------------------------ | ------------------------------------------------------ | ------ | ----------------------------- |
| Onderminister voor Nationale Joodse Identiteit in het Premierskantoor    | Avigdor Maoz (jan. 2023–mrt. 2023, mei 2023–mrt. 2025) |        | Noam                          |
| Onderminister in het Premierskantoor Onderminister voor Vervoer          | Uri Maklev (tot 17 juli 2025)                          |        | Verenigd Thora-Jodendom       |
| Onderminister in het Premierskantoor                                     | Almog Cohen (apr. 2025–)                               |        | Otsma Jehudit                 |
| Onderminister voor Landbouw en Plattelandsontwikkeling                   | Moshe Abutbul (tot 20 juli 2025)                       |        | Shas                          |
| Onderminister voor Cultuur en Sport                                      | Ya'akov Tessler (tot 17 juli 2025)                     |        | Verenigd Thora-Jodendom       |
| Onderminister voor Financiën                                             | Michal Waldiger                                        |        | Religieus-Zionistische Partij |
| Onderminister voor Binnenlandse Zaken Onderminister voor Volksgezondheid | Moshe Arbel (dec. 2022–jan. 2023)                      |        | Shas                          |

## Beleid

### Juridische hervormingen
Minister van Justitie Yariv Levin maakte januari 2023 bekend dat de nieuwe regering een aantal veranderingen in het wetgevingsproces wil doorvoeren, die de macht van het Hooggerechtshof om wetvoorstellen af te keuren, als die volgens deze in strijd zijn met de Israëlische basiswet, in sterke mate verminderen. Yariv Levin vindt dat het Hooggerechtshof te veel politieke beslissingen neemt, alsof het een politieke partij is. Maar omdat het Hooggerechtshof niet door verkiezingen is gekozen vindt hij het niet democratisch. Volgens een nieuwe wet die in de maak is kan een meerderheid van de Knesset het Hooggerechtshof overrulen als die een wet heeft afgekeurd en het wetsvoorstel toch aannemen. Ook krijgt de Knesset meer macht over de benoeming van de rechters van het Hooggerechtshof als de plannen doorgaan. Een eerste lezing van het wetsvoorstel met de juridische hervormingen werd op 13 maart 2023 in de Knesset aangenomen met 61 stemmen voor en 52 stemmen tegen.
De oppositie is vrijwel geheel tegen de voorgestelde juridische hervormingen en vindt dat de regering te veel macht naar zich toetrekt. Er zijn sinds januari 2023 wekelijks grote demonstraties tegen deze hervormingsplannen in diverse Israëlische steden. Verder zijn er reservisten die weigeren naar herhalingsoefeningen van het leger te gaan, omdat ze niet in een dictatuur willen dienen. Aan de andere kant zijn er sinds 27 maart ook rechtse demonstraties in Jeruzalem en Tel Aviv van duizenden die voor de hervormingsplannen van de regering demonstreren.
De Israëlische minister van Defensie Yoav Gallant zei zaterdag 25 maart 2023 in een persconferentie dat hij de voorstellen in hun huidige vorm niet kon steunen en pleitte ervoor om de wetsvoorstellen pas na de Joodse feestdagen van Pesach en na Jom Hazikaron en Jom Ha'atsma'oet te behandelen. Zondagavond zei het Kantoor van de Premier in een korte verklaring dat Netanyahu had besloten Gallant van zijn post te halen, maar het zei niet wanneer dat ontslag in zou gaan. Dit leidde tot grote demonstraties tegen het ontslag van Yoav Gallant. De dag daarop, maandag, 27 maart 2023 verklaarde Yoav Gallant dat hij nog geen ontslagbrief had gekregen en de taken van minister van Defensie voorlopig nog bleef uitvoeren. Die maandag maakte premier Netanyahu ook bekend dat hij een pauze zou inlassen in het maken van de nieuwe wet en de derde lezing van deze wet pas na het reces van de Knesset zou indienen, zodat er meer tijd is om tot een consensus te komen. Ook was er die dag overleg tussen de regering en de oppositie bij president Yitzhak Herzog. Dinsdag 4 april 2023 was er een persoonlijke ontmoeting tussen premier Netanyahu, minister van Defensie Yoav Gallant en chef-staf Herzi Halevi op het ministerie van Defensie. Zondagavond 9 april maakte premier Netanyahu in een persconferentie bekend dat hij de meningsverschillen met Gallant achter zich wil laten en Gallant toch op zijn post kan blijven.
Maandag 24 juli 2023 werd door de Knesset-leden van Netanyahu's coalitie een wet aangenomen die het Israëlische Hooggerechtshof of een andere andere rechtbank de macht om een beslissing van de regering of een minister af te keuren als die rechtbank de betreffende beslissing onredelijk vindt, ontzegt. De oppositie boycotte de stemming, omdat er na overleg tussen de regeringspartijen en de oppositie geen aanpassing van het wetsvoorstel of een bredere overeenstemming werd bereikt, waardoor er in de Knesset 64 stemmen werden geteld die het wetsvoorstel steunden en geen stemmen tegen het wetsvoorstel. In Jeruzalem, Tel Aviv en elders waren er grote demonstraties tegen de juridische hervormingen.
Oppositieleider Yair Lapid (Yesh Atid) verklaarde na de stemming dat hij alsnog probeert te voorkomen dat de macht van het Hooggerechtshof ingeperkt wordt door hetzelfde Hooggerechtshof te vragen de wet af te keuren. Behalve Yair Lapid vindt ook procureur generaal Gali Baharav-Miara dat het Hooggerechtshof de wet moet afkeuren omdat het de rechtspositie van Benjamin Netanyahu versterkt, die in een rechtszaak verwikkeld is. Verschillende organisaties, zoals de 'Movement for Quality Government in Israel' hebben een petitie tegen de nieuwe wet ingediend. De rechters van het Hooggerechtshof, waaronder de voorzitter van de rechtbank Esther Hayut hebben een bezoek aan Duitsland afgebroken om de petities te bespreken. Acht petities zijn in ontvangst genomen en deze werden dinsdag 12 september 2023 door de vijftien rechters van het Hooggerechtshof in een eerste hoorzitting besproken. Het was voor het eerst dat deze vijftien rechters allemaal tegelijkertijd aan een rechtszaak werken, hoewel het wel eerder, toen het Hooggerechtshof minder rechters telde, is voorgekomen dat het voltallige college rechters samen een zaak behandelde.
Voor Esther Hayut zal het een van laatste klussen worden, omdat ze naar verwachting in oktober 2023 aftreedt. Ze kan zich dan nog drie maanden met de zaak bezighouden. Of het Hooggerechtshof de bevoegdheid heeft om de wet af te keuren is omstreden. Het gaat hier om een basiswet en het Hooggerechtshof heeft nooit eerder een Israëlische basiswet afgekeurd. De voorzitter van de Knesset, Amir Ohana, zei begin september in een persconferentie dat het Hooggerechtshof niet de bevoegdheid heeft om een basiswet af te keuren en dat de coalitie een eventuele afkeuring van die wet niet zou accepteren. Ook Tally Gotliv, Knessetlid voor de Likoed verklaarde donderdag 7 september dat ze een afkeuring niet zou accepteren.
De rechters van het Hooggerechtshof bogen zich op de eerste hoorzitting van 12 september over de vraag of het Hooggerechtshof bevoegd is een door de Knesset aangenomen af te keuren en ten tweede of deze wet die alle rechtbanken het huidige recht om een beslissing van de regering of een gemeente af te keuren op basis van de redelijkheid of onredelijkheid ervan ontneemt, zo een grote inbreuk op de democratie maakt, dat het nodig is de wet af te keuren. Het kan nog maanden duren voordat het Hooggerechtshof een definitieve uitspraak doet.
De regering Netanyahu plande nog meer juridische hervormingen. Premier Netanyahu zei dat hij wel verder met de oppositie wou praten om een bredere "consensus" te bereiken. Yair Lapid stelde echter als voorwaarde voor zulke nieuwe besprekingen een achttien maanden durende bevriezing van de juridische hervormingen.
Tot oktober 2023 waren er regelmatig grote demonstraties tegen de juridische hervormingen maar er waren ook demonstraties van voorstanders van de juridische hervormingen.
Na 7 oktober veranderde alles. De organisatoren van demonstraties zetten zich sindsdien in voor de gijzelaars van 7 oktober en hun familie. Ook werd het aantal zittingen van het Hooggerechtshof sterk verminderd.

### Verkeer

#### Plannen voor een snelle treinverbinding tussen Kiryat Shmona en Eilat
Zondag 30 juli maakte premier Netanyahu plannen bekend voor de aanleg van een snelle treinverbinding tussen Kiryat Shmona in het Noorden van Israël en Eilat in het Zuiden van Israël, een afstand van ongeveer 400 kilometer. Het project zou 100 miljard Nieuwe Israëlische Shekel gaan kosten (25 miljard euro). De trein zou een maximale snelheid van 250 kilometer per uur krijgen. De bedoeling is dat het mogelijk wordt om binnen twee uur vanuit het centrum van Israël naar een willekeurige andere plaats in Israël te komen of omgekeerd.
De spoorlijn zou eventueel later ook doorgetrokken kunnen worden naar Saoedi-Arabië, als de diplomatieke betrekkingen tussen Israël en Saoedi-Arabië genormaliseerd zullen zijn, een proces waarbij de Amerikaanse minister van Buitenlandse Zaken Antony Blinken hulp geboden heeft. De spoorlijn kan ook gebruikt worden voor goederentransport bijvoorbeeld van de Rode Zee naar de Middellandse Zee. De treinverbinding zou volgens de plannen in 2040 klaar kunnen zijn.

### Buitenlandse politiek
De regering Netanyahu probeerde 2023 met Amerikaanse bemiddeling diplomatieke betrekkingen met Saoedi-Arabië op te bouwen. Eind september bezocht de minister van Toerisme Haim Katz Saoedi-Arabië voor een VN-evenement over Wereld Toerisme. Het was de eerste keer dat een Israëlische minister een officieel bezoek aan dat land bracht. 3 oktober 2023 bezocht minister van Communicatie Shlomo Karhi  een postconferentie van de VN in Riyad, Saoedi-Arabië.

### Oorlog met Hamas
Op zaterdag 7 oktober richtten terroristen van Hamas een bloedbad aan in diverse Israëlische plaatsen die in de buurt van de Gazastrook liggen. Tevens werden er vanuit de door Hamas gedomineerde Gazastrook raketten op Israëlisch grondgebied afgevuurd. Ook Hezbollah schoot 7 oktober vanuit Libanon tientallen mortiergranaten en raketten op Israël. De aanval kwam op de joodse feestdag Simchat Torah.
Premier Netanyahu vertelde zaterdag 7 oktober 's middags op de Israëlische televisie dat Israël in oorlog was met Hamas. 8 oktober verklaarde het Israëlische Veiligheidskabinet de oorlog aan Hamas. Israël bombardeerde 7 oktober in een eerste reactie op de gebeurtenissen in de grensstreek van de Gazastrook een woontoren in de Gazastrook waar Hamasleden zich schuil zouden houden.

#### Vorming van noodregering van nationale eenheid
Oppositieleider Yair Lapid en oppositieleden Benny Gantz en Avigdor Lieberman boden op 8 oktober 2023 Netanyahu aan om - onder bepaalde voorwaarden - aan een nog te vormen noodregering van nationale eenheid deel te nemen. Lapid stelde wel als voorwaarde dat extremisten uit de regering gezet zouden worden, waarmee hij waarschijnlijk de minister van Nationale Veiligheid Itamar Ben-Gvir en minister van Financiën Bezalel Smotrich bedoelde, en dat alle nieuwe wetgeving die niet met de oorlog te maken heeft, zou worden stopgezet, inclusief de plannen om het juridische bestel te hervormen. Premier Benjamin Netanyahu wilde niet aan deze voorwaarden voldoen.
Oud-minister van Defensie Benny Gantz en Gadi Eizenkot van de Partij van Nationale Eenheid waren wel bereid zonder deze voorwaarden deel te nemen aan een noodregering van nationale eenheid. Gantz was van 2011 tot 2015 opperbevelhebber van het Israëlische leger en Eizenkot was van 2015 tot 2019 zijn opvolger geweest. Beide zijn op 12 oktober 2023 beëdigd als minister zonder portefeuille. Ook partijgenoten Gideon Sa'ar, Hili Tropper en Yifat Shasha-Biton zijn op die datum als zodanig ingezworen. Alle vijf maken ook deel uit van het veiligheidskabinet (Shasha-Biton alleen als waarnemer).

#### Oorlogskabinet (van 11 oktober 2023 tot 16 juni 2024)
Benny Gantz (Partij van Nationale Eenheid) vond na de gebeurtenissen van 7 oktober 2023 dat er een oorlogskabinet van nationale eenheid samengesteld moest worden. 11 oktober 2023 werd dit oorlogskabinet officieel opgericht, maar zijn partij van Nationale Eenheid was de enige nieuwe partij in de coalitie.  
Het oorlogskabinet werd tot 9 juni 2024 gevormd door het volgende driemanschap: 
- premier Benjamin Netanyahu (Likoed)
- defensieminister Yoav Gallant (Likoed)
- minister zonder portefeuille Benny Gantz (Partij van Nationale Eenheid) (van 11 oktober 2023 tot 9 juni 2024)

De status van waarnemer hadden:
- minister van Stategische Zaken Ron Dermer (Likoed)
- minister zonder portefeuille Gadi Eizenkot (Partij van Nationale Eenheid) (tot 9 juni 2024)
- voorzitter van Shas Aryeh Deri

9 juni 2024 maakte Benny Gantz bekend dat hij en waarnemer Gadi Eizenkot (beiden van de Partij van Nationale Eenheid), uit het oorlogskabinet stappen, omdat hij geen duidelijkheid van Netanyahu heeft gekregen over de plannen met Gaza na de oorlog, met name wie de Gaza-strook zal besturen na de oorlog. Hij had Netanyahu tot 8 juni de tijd gegeven om zo'n plan te maken. Hij zei dat Netanyahu's leiderschap voorkomen heeft dat ze een echte overwinning hebben behaald. Ook vond hij dat Netanyahu meer moeite had doen om de gijzelaars die Hamas sinds 7 oktober 2023 gevangen houdt vrij te krijgen. Hij zei dat Israël had moeten instemmen met de voorwaarden van Hamas voor de vrijlating van de gijzelaars namelijk de terugtrekking van het Israëlische leger uit de Gaza-strook en een gevechtspauze zolang als nodig zou zijn om de vrijlating van de gijzelaars veilig te stellen. Benny Gantz riep verder Netanyahu op nieuwe verkiezingen uit te schrijven. Netanyahu's coalitie heeft ook zonder de partij van Nationale Eenheid nog steeds met 64 zetels een meerderheid in de Knesset, die 120 zetels telt.
Itamar Ben-Gvir maakte kort daarna bekend dat hij een brief aan Netanyahu had geschreven waarin stond dat hij in de plaats van Benny Gantz in het oorlogskabinet wou komen. Ook Smotrich wou plaatsnemen in het oorlogskabinet. Zondag 16 juni vertelde Benjamin Netanyahu de ministers van het veiligheidskabinet dat hij het oorlogskabinet heeft ontbonden, omdat Benny Gantz uit de coalitie is gestapt en het oorlogskabinet daardoor niet meer nodig is. Premier Netanyahu en minister van Defensie Gallant zouden nu bij belangrijke beslissingen ad hoc met relevante officials overleggen en daarna aan het veiligheidskabinet uiteindelijke toestemming vragen voor het betreffende genomen besluit. Itamar Ben-Gvir zit als minister van Nationale Veiligheid al in het veiligheidskabinet dat veertien leden telt, evenals de minister van Financiën, Bezalel Smotrich.
Israël noemt de operatie tegen Hamas "Operation Swords of Iron" ("Operatie IJzeren Zwaarden"). De eerste fase was een grootschalig bombardement van Hamas-doelen in de Gazastrook. De tweede fase ging bijna  drie weker later in volgens een persconferentie van premier Netanyahu op 28 oktober. In deze fase werd er ook door grondtroepen en de marine van het Israëlische leger (IDF) in de Gazastrook gevochten, zowel boven als onder de grond in tunnels van Hamas.
Dinsdag 7 november 2024 ontsloeg premier Netanyahu (Likoed) zijn partijgenoot Yoav Gallant als minister van Defensie. Zijn opvolger werd Yisrael Katz (Likoed), die tot 7 november 2024 minister van Buitenlandse Zaken was. Gideon Sa'ar (Nieuwe Hoop) volgde Katz op als minister van Buitenlandse Zaken.

### Wapenstilstand in Gaza
Vrijdag 17 januari 2025 werd in de Knesset een deal goedgekeurd die door bemiddeling van Amerika en Qatar tot stand gekomen was. De deal had drie fasen. De eerste fase zou zes weken duren, waarin er een staakt-het-vuren zou ingaan. Hamas zou in die zes weken 33 gijzelaars vrijlaten die sinds 7 oktober 2023 werden vastgehouden en Israël 30 en/of 50 gevangenen en zich terugtrekken naar de hoeken van de Gazastrook. Er zouden weer honderden vrachtwagen met voeding en andere hulpmiddelen in Gaza worden toegelaten. In de tweede fase zouden de wapenstilstand en andere bepalingen die in de eerste fase ingingen voortduren en zou er verder onderhandeld worden over onder andere de vrijlating van de andere gijzelaars, andere gevangenen uit de Gazastrook en volledige terugtrekking van de Israëlische troepen. In de derde fase zou er een permanente wapenstilstand zijn, alle gijzelaars vrij tegen Palestijnse gevangenen en begin van opbouw van de Gazastrook en alle grenzen open.
Zondag 19 januari 2025 maakte Hamas verlaat een lijst met drie gijzelaars bekend die op die dag zouden worden vrijgelaten, waarna er een staakt-het-vuren in de Gazastrook inging.
Dinsdag 21 januari 2025 stapten de drie ministers van Itamar Ben-Gvir's partij Otzma Yehudit uit de coalitie zoals ze eerder hadden aangekondigd, omdat ze al maanden tegen de deal waren en het tegen hadden gehouden. De coalitie had daardoor een krappe meerderheid van 62 zetels. Ook Bezalel Smotrich (partij: Religieus Zionisme) dreigde de coalitie te verlaten als Israël niet door zou gaan met vechten, maar hij bleef in de coalitie omdat Netanyahu hem had verzekerd dat Israël de oorlog na de eerste fase zou hervatten. De partij Otzma Yehudit van Itamar Ben-Gvir en Yesh Atid van Yair Lapid hadden om verschillende redenen aangekondigd dat ze de regering van buitenaf zouden steunen. Yair Lapid zou steun geven om bovenstaande deal te laten slagen en Itamar Ben-Gvir zou de regering steunen om te voorkomen dat er vervroegde verkiezingen nodig zouden zijn.
De geplande bespreking van de tweede fase zou volgens de deal 2 februari 2025 beginnen, maar Israël begon er niet aan. De Amerikaanse president Donald Trump vond dat alle gijzelaars in een keer tijdens een verlenging van de eerste fase vrijgelaten moesten worden en Benjamin Netanyahu nam dat over. Er werd van uitgegaan dat Hamas en zijn bondgenoten nog 59 gijzelaars vasthielden, waarvan 24 mensen nog in leven zouden zijn. Later bleek dat het lot van drie gijzelaars onzeker is. Er werden in Doha besprekingen gevoerd over een voorstel van de Amerikaanse gezant Steve Witkoff om de eerste fase met veertig of vijftig dagen te verlengen, wat de "bridge proposal" werd genoemd. Israël was daarmee akkoord gegaan, en wou dat Hamas minstens elf gijzelaars zou vrijlaten. Israël zou dan ook een aantal Palestijnen uit Israëlische gevangenissen vrijlaten. De onderhandelaars van Hamas boden op 14 maart de vrijlating van een levende Israëlisch-Amerikaanse gijzelaar aan en de overdracht van vier lichamen. De Amerikaanse gezant Steve Witkoff noemde dat aanbod een "non-starter" en er werd geen overeenstemming bereikt.
Vanaf 1 maart 2025 liet Israël geen vrachtwagens met hulpgoederen meer de grens met de Gazastrook passeren.

### Einde wapenstilstand
Dinsdag 18 maart voerde Israëlische luchtmacht 's nachts aanvallen uit op Hamas in Gaza, met minstens 413 doden en ruim 600 gewonden tot gevolg. Op 19 maart volgde een grote militaire operatie van de landmacht, waarbij de Netzarim-corridor werd ingenomen. Op 18 maart werd de nieuwe Hamas premier van Gaza Issam Da’ali gedood en op 23 maart zijn opvolger Ismail Barhoum.
Benjamin Netanyahu gaf in een video-toespraak als reden voor het besluit de oorlog te hervatten het feit dat Hamas ruim twee weken na het eind van de eerste fase op 1 maart geen gijzelaars meer had vrijgelaten. De wapenstilstand was niet gratis heette het. Otsma Jehoedit van Itamar Ben-Gvir keerde dezelfde dag weer terug tot Netanyahu's coalitie.
Zondag 18 mei 2025 gaf premier Netanyahu de opdracht om weer humanitaire hulp toe te laten in de Gazastrook, na internationale druk, ook van de Amerikaanse regering Trump. De beslissing werd goedgekeurd door het kleinere "veiligheidskabinet". Het werd niet in stemming gebracht bij het "oorlogskabinet", de grotere ministerraad. Minister Ben-Gvir had daarom gevraagd en liet weten dat hij tegen de beslissing was, die hij een grote vergissing noemde en immoreel. Op dezelfde dag begon ook een grootschalige militaire grondoperatie in de Gazastrook waaraan vijf divisies deelnemen.

## Begroting 2025
Op dinsdag 25 maart 2025 werd de begroting voor 2025 aangenomen. 66 Knesset-leden stemden voor en 52 leden tegen. De begroting bedraagt 755 miljard sjekel (ongeveer 190 miljard euro). Het totale defensiebudget bedraagt 136 miljard sjekel (ongeveer 34,3 miljard euro). Hiervan gaat 110 miljard sjekel naar het ministerie van Defensie (ongeveer 27,7 miljard euro). 
92 miljard sjekel gaat naar het ministerie van Onderwijs (ongeveer 23 miljard euro). Het Ministerie van Gezondheid krijgt 59 miljard sjekel (krap 15 miljard euro). De regering had tot 31 maart 2025 de tijd om de begroting goedgekeurd te krijgen, anders zouden er volgens de Israëlisch wet automatisch nieuwe verkiezingen uitgeschreven moeten worden.

## Operatie Rijzende Leeuw
In de nacht van 12 op 13 juni 2025 bombardeerde de Israëlische luchtmacht diverse doelen in Iran die met uraniumverrijking te maken hebben, zoals een uraniumverrijkingsinstallatie in Natanz, een nucleair onderzoekscentrum in Isfahan, atoomgeleerden, militaire leiders en diverse militaire doelen die met ballistische raketten te maken hebben. De Iraanse premier werd aan zijn been gewond. De aanvallen duurden twaalf dagen. Premier Netanyahu wou hiermee voorkomen dat Iran een atoombom kan maken. Hij noemde die militaire operatie "Operatie Rijzende Leeuw". Iran zegt dat ze geen kernwapens wil maken, maar heeft uranium tot zestig procent verrijkt, wat niet nodig is voor kerncentrales. Voor atoombommen wordt doorgaans negentig procent verrijkt uranium gebruikt. 
Ook de Verenigde Staten bombardeerden 21 juni uraniumverrijkingsinstallaties in Fordo en Natanz met zware bommen ("Operatie Midnight Hammer") en het nuclaire onderzoekscentrum in Isfahan. Iran vuurde raketten en drones op Israël af en omgekeerd. 24 juni werd door de Amerikaanse president Trump een wapenstilstand bereikt. President Trump noemde deze oorlog "de Twaalfdaagse Oorlog".

## Uittreding van Ultraorthodoxe partijen uit de 37e regering
Maandag 14 juli 2025 kondigde de woordvoerder van de ultraorthodoxe (charedische), maar niet chassidische fractie Degel ha-Tora van de partij Verenigd Thora-Jodendom, rabbijn Dov Lando, aan uit de coalitie en de 37e regering te stappen. De andere wel chassidische fractie van het Verenigd Thora-Jodendom (VJT), Agoedat Jisrael  (ook uitgesproken als Agoedas Jisroël) volgde kort daarna. De partij VJT is ontevreden over het ontwerp van een wetsvoorstel dat de dienstplicht voor ultraorthodoxe studenten moet regelen.   Die zou in strijd zijn met eerder gemaakte afspraken. Yuli Edelstein (Likoed), de voorzitter van de Knesset-commissie voor Buitenlandse Zaken en Defensie, had maandagavond de tekst van dat wetsvoorstel die partij doen toekomen. De partij VTJD hoopt dat het wetsvoorstel tijdens het zomerreces van de Knesset veranderd wordt. Onderminister van Transport Uri Maklev, Moshe Gafni, het hoofd van het Knesset-comité voor Financiële Zaken, Ya'akov Asher, het hoofd van het Knesset-Comité voor Binnenlandse Zaken en Milieubescherming [91], de minister voor Jeruzalem-Zaken Meir Porush en later ook Yisrael Eichler, hoofd van het Knesset-comité voor Arbeid en Welzijn, dienden hun ontslag in. Het ontslag gaat na 48 uur in effect.
Woensdag 16 juli besloot de Raad van Tora-wijzen van de Sefardische ultra-orthodoxe partij Shas dat ook de ministers van Shas ontslag zullen nemen, maar dat Shas wel nog deel uit blijft maken van Netanyahu's coalitie. Ze leggen in tegenstelling tot het VTJ niet het voorzitterschap van alle Knesset-commissies neer. De reden van het opstappen was eveneens het bovengenoemde wetsvoorstel van Yuli Edelstein (Likoed), waarin volgens Shas beloften om het wetsvoorstel betreffende militaire dienstplicht voor ultra-orthodoxen te verzachten niet terug te vinden waren.
23 juli 2025 koos de Likoed Boaz Bismuth als nieuwe voorzitter van de Knesset-commissie voor Buitenlandse Zaken en Defensie, als opvolger van Yuli Edelstein.

## Regeringsplan om Gaza-stad in te nemen
Donderdag 7 augustus 2025 kwam het veiligheidskabinet samen. Er werd besloten om de stad Gaza in te nemen. Eerder had de chefstaf van het IDF, luitenant-generaal Eyal Zamir, afgeraden dat te doen, maar 8 augustus zei hij dat hij de opdracht toch zo goed mogelijk zou uitvoeren. Oppositieleider Yair Lapid noemde het plan om de stad Gaza te bezetten op X (vroeger Twitter geheten) een ramp. 
De Duitse bondskanselier bondkanselier Friedrich Merz verklaarde vrijdag 8 augustus dat Duitsland de leverantie van wapens die in Gaza gebruikt kunnen worden voorlopig zou opschorten. Duitsland is de op een-na grootste wapenleverancier van Israël na de Verenigde Staten.
Zaterdag 10 augustus werd in Tel Aviv en andere steden door tienduizenden gedemonstreerd tegen het regeringsplan om Gaza in te nemen. De regering werd opgeroepen om een deal te sluiten waarbij de gijzelaars die nog sinds 7 oktober 2023 door Hamas vastgehouden worden vrijkomen en de oorlog te stoppen. Het was de grootste demonstratie in Israël sinds maanden.Tijdens de demonstratie werd opgeroepen tot een staking op zondag 17 augustus zowel voor de gijzelaars als voor de soldaten, maar de vakbond Histadroet steunt deze staking niet, omdat het geen effect zal hebben op het beëindigen van de oorlog.